# Tambacounda
Tambacounda  este un oraș  în Senegal, situat la o distanță de 400 km SE de Dakar. Este reședința regiunii omonime.